# Rózsakeresztes rend
A Rózsa és Kereszt Ősi és Misztikus Rendje, röviden rózsakeresztes rend (angol rövidítéssel AMORC, Ancient Mystical Order Rosae Crucis) a világ legnagyobb rózsakeresztes szervezete. Páholyai, Káptalanjai és egyéb testületi szervei 19 különböző nyelven működnek.
Az AMORC a „philosophia perennis” (a.m. őseredeti hagyomány) letéteményesének tartja magát. A rend továbbá azt is állítja, hogy a múlt rózsakereszteseinek örököse, a régi rózsakeresztesség őrzője, így a legrégebbi létező tradicionális testvériség, a régi rózsakeresztes testvériség modern kori megnyilvánulása, melyről úgy tartják, hogy az ókori egyiptomi és görög-római misztériumiskolákból eredeztethető.
Az ősi misztériumok az eltelt évszázadok alatt titkos társaságok révén maradtak fenn Európában a 17. század korai éveiig. E társaságok szerint ekkor jött el az ideje annak, hogy a titkos tudás zöme nyilvánosságra kerüljön, azaz felfedjék a világ előtt a Rózsakeresztes manifesztumok formájában. Michael Maier, a híres 17. századi rózsakeresztes írta a Rózsakeresztesség eredetéről, hogy az: „egyiptomi, brahmanikus, az Eleusziszi, illetve a Szamothrakéi Misztériumokból, a perzsa mágusoktól, a püthagoreusoktól és az araboktól eredeztethető.” Számos további munkájában utal a rózsakeresztesek misztikus eredetére.
Ma az AMORC a rózsakeresztes tradíció nyilvános ciklusa képviselőjének tartja magát, mely szervezet léte a korábbi alvó állapotba került újvilági rózsakeresztes kolóniák és rózsakeresztes tanítások újraaktiválásával kezdődött az Amerikai Egyesült Államokban.
Az AMORC világméretű, filozofikus, humanista, világi, politikamentes testvéri rendnek határozza meg önmagát, mely „az élet és az Univerzum megfoghatatlan misztériumai tanulmányozásának szenteli magát.” Nyitott mind nők, mind férfiak előtt, amint betöltötték a jog szerinti felnőttkorukat (ez a legtöbb országban a 18. életév), vallási meggyőződésüktől függetlenül.

## Etimológia
Az AMORC név a latin Antiquus Mysticusque Ordo Rosæ Crucis ("A Rózsa és Kereszt Ősi és Misztikus Rendje") rövidítése. Az író és misztikus Harvey Spencer Lewis, aki újra aktív korszakába léptette az AMORC-ot az Amerikai Egyesült Államokban, azt írta, hogy „a kezdetektől fogva, és az első nyilvános manifesztum megjelenésével a nemzetközi rózsakeresztes szervezet pontos megnevezéseként az »Ancient and Mystical Order Rosae Crucis« használtos. Ez némileg rövidített változata az eredeti latin elnevezésnek, a »Antiquus Arcanus Ordo Rosae Rubeae et Aureae Crucis«-nak, és az AMORC kezdőbetűk a Rózsakeresztes Rend valódi és eredeti szimbólumával: az arany kereszttel, »egyetlen vörös rózsával« a közepén, ettől kezdődően használatosak.” Az AMORC törvény szerinti joga használni a fenti megnevezéseket, beleértve a "Rózsakeresztes Rend" kifejezést is.

## Tanításai
Az AMORC tanításai lefedik azt, amit „titkos tudományoknak” nevezhetünk, és magukban foglalják azokat a gondolatokat, melyeket egyes nagy filozófusok, különösen Püthagorasz, Thalész, Szolón, Hérakleitosz, Démokritosz vallottak. A tanítások fokozatokra oszlanak, melyek további bővebb csoportokat alkotnak, úgymint Posztuláns, Neofita és Beavatott. E fokozatok a fizikai-, pszichikus-, mentális- és spirituális lét különféle területeit fedik le, mint például: fizika, metafizika, biológia, pszichológia, parapszichológia, összehasonlító vallástudomány, hagyományos gyógyító technikák, egészség, intuíció, érzékfeletti érzékelés, anyagi- és spirituális alkímia, meditáció, szakrális geometria, jelképtan (szimbológia), és a tudat azon misztikus állapota, mely átéli az Istenivel való egységet.

### Rózsakeresztes utópia
A rózsakeresztes utópia a rend törekvéseit az alábbiak szerint határozza meg: „Minden létező Istene, minden élet Istene! Az emberiség arról álmodik, hogy:
- A politikusok mélységesen humánusak és a közjó szolgálatára törekszenek.
- A közgazdászok bölcs belátással kezelik az állam pénzügyeit mindenki érdekében.
- A tudósok spirituális beállítottságúak és a Természet Nagy Könyvében  keresnek inspirációt.
- A művészeket az Isteni Terv inspirálja és ennek tisztaságát és szépségét fejezik ki műveikben.
- Az orvosokat az embertársaik iránt érzett szeretet hajtja és a testet és a lelket is kezelik.
- A nyomor és a szegénység eltűnik, mindenki megkapja, amire csak szüksége van a boldog élethez.
- A munka nem robot, hanem a fejlődés és a jólét alapja.
- A természetre, mint mindannyiunk leggyönyörűbb templomára tekintünk, az állatokat pedig kisebb testvéreinkként kezeljük a szellemi evolúció útján.
- Létrejön a Világkormány, melyet a nemzetek vezetői alkotnak, és amely az emberiségért munkálkodik.
- A spiritualitás ideál és életforma, ami az Istenbe vetett hiten és az isteni törvények ismeretén alapuló egyetemes vallásban gyökerezik.
- Az emberi kapcsolatok szereteten, barátságon és testvériességen alapulnak, így az egész világ békében és harmóniában él.

Így rendeltessék!”

## Szervezeti felépítése

### Nemzetközileg
Az AMORC világméretű szervezet, melyet az Amerikai Egyesült Államokban alapítottak közhasznú nonprofit szervezetként azzal a konkrét, elsődleges szándékkal, hogy elősegítse története, alapelvei és tanításai megismertetését jótékonysági, oktatási és tudományos célból. Elsősorban a tagjai által befizetett tagdíjakból tartja fenn önmagát. A bevételeket a szervezet kiadásaira, új programok beindítására, szolgáltatások bővítésére, és oktatási tevékenységekre fordítják.
Az AMORC különféle belső joghatóságainak szervezeti központjait „nagypáholyoknak” nevezik. Az Amerikai Angol Nyelvű Joghatóság székhelye a kaliforniai San Joséban, a Rózsakeresztes Parkban van, míg Magyarországon a Komárom-Esztergom vármegyei Tata az adminisztratív központ. Minden nagypáholyt az AMORC Legfelsőbb Nagypáholya irányít. A Legfelsőbb Nagypáholy évente ülésezik, általában a kanadai, quebec-beli Lachuteban (bár 2009 augusztusában a franciaországi Toulouse-ban ültek össze, H. Spencer Lewis ottani beavatásának 100. évfordulója alkalmából) és az AMORC világszintű koordinációjáért, ún. adminisztrációk felállításáért, egy arra felkészült – általában nyelvi alapon szerveződő – joghatóság nagypáhollyá emeléséért felel. A testület tagjai: az imperátor, a nagymesterek, és egyéb vezető tisztségviselők.
Helyi szinten az AMORC-rendtagok gyakran kisebb, ún. „testületi szervekbe” tömörülnek, úgymint: páholyok, káptalanok, Pronaosz- és Átrium-csoportok. Ezek többek között a látogatottságban különböznek egymástól, azaz hogy hány rendtag vesz részt az adott testületi szerv munkájában. E csoportokban való részvétel nem kötelező, és a résztvevő tagok megtartják a testületi szervért felelős nagypáholybeli tagságukat is. Sok testületi szerv a kiadásai fedezése érdekében díjakat (pl. terembérleti díj, közműköltség, üzemeltetésiköltség-hozzájárulás) szed tagjaitól. A legtöbb testületi szerv a szélesebb nyilvánosság számára nyílt napokat, illetve előadásokat is tart.
Minden nagypáholynak saját székhelye és létesítményei vannak. Észak-Amerikában, az Amerikai Angol Nyelvű Joghatóság székhelye San Joséban, a Naglee sugárút 1342 alatt található, a magyarországi székhely címe: 2890 Tata, Kastély tér 2. San Joséban van a joghatóság tulajdonában álló, 1927-ban alapított Rózsakeresztes Park, amelynek részét képezi a Rózsakeresztes Egyiptomi Múzeum, az USA 5. planetáriuma (az első, amelynek az Egyesült Államokban készített égképkivetítője van, és amely Harvey Spencer Lewis tervei alapján készült), a Rózsakeresztes Békepark, a Rózsakeresztes Kutatóközpont és Könyvtár, a Nagytempel, egy igazgatási épület, egy szökőkút, az Alkímiai Kert, és egy gyalogosan bejárható labirintus.
2009-től beindításra kerültek Észak-Amerikában ún. vitacsoportok, amelyek rendtagok és renden kívüliek informális összejövetelei. Ezek az AMORC engedélyével működnek, de nem testületi szervek.

### Magyarországon
Magyarországon 2020. január 18-ától Nagypáholy működik. A korábbi – alacsonyabb szintű – Adminisztráció 1994-ben került megalapításra a Skandináv Nagypáholy védnöksége alatt. Jelenleg öt testületi szerv működik az országban, három Pronoasz (Budapesten, Tatán és Sopronban), továbbá két Átrium-csoport Baján és Debrecenben. A tatai székhelynek otthont adó ingatlan az AMORC Legfelsőbb Nagypáholya tulajdonában áll. A Skandináv Nagypáholy nagymestere és az Imperator is rendszeresen megtiszteli látogatásaival a magyarországi rendtagságot.

## Története

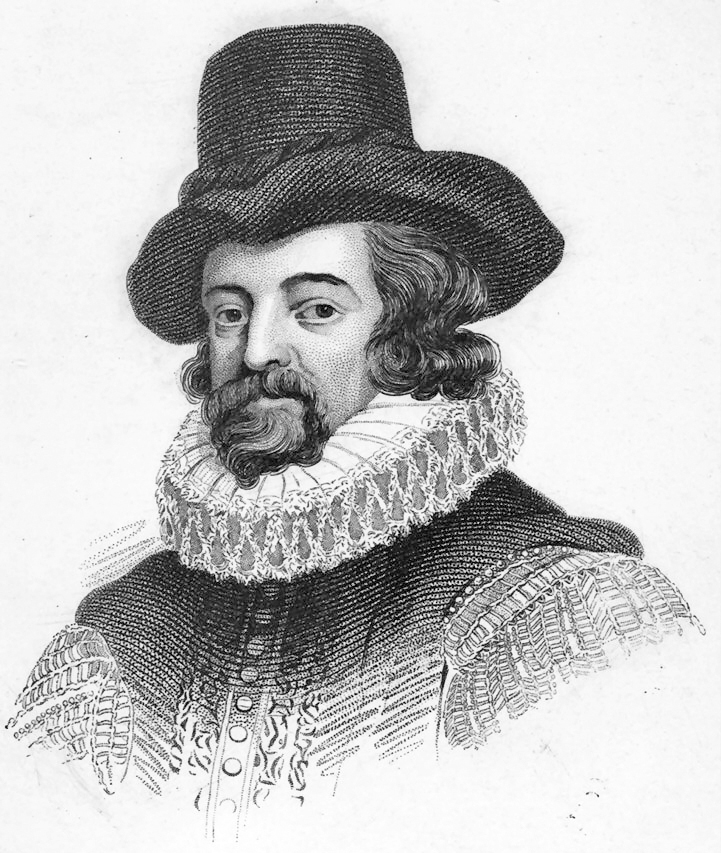
Sir Francis Bacon a Rózsakeresztes Rend egyik imperatora volt (az AMORC szerint)

### Alapítása után
Az AMORC saját története szerint 1909-ben Harvey Spencer Lewis Franciaországba hajózott azzal a céllal, hogy fellelje a rózsakereszteseket. Párizsból a dél-franciaországi Toulouse-ba vezettek a nyomok, ahol az akkor már 50 éve alvó állapotban lévő Rend magasrangú tisztségviselőjével találkozott. Toulouse mellett, a Rend egy titkos tempelében beavatást nyert és a Rend európai képviselőitől azt a megbízást kapta, hogy indítsa be a Rendet Amerikában. A Rendtől kapott dokumentumok áttanulmányozása után, az első hivatalos kiáltvány 1915-ben látott napvilágot az Egyesült Államokban, melyben bejelentik a rózsakeresztes tevékenység újraindulását Amerikában. May Banks-Stacy, az AMORC társalapítója, Indiában kapott rózsakeresztes beavatást, és rajta keresztül kerültek a Rend birtokába korábbi rózsakeresztes iratok. Lewis nagyformátumú üzletemberek „titkos partnerévé” vált Amerikában. Walt Disney az AMORC tagja volt, csakúgy, mint Gene Roddenberry, akinek a Star Treket köszönhetjük, és sok más jól ismert személyiség, akik inkább névtelenségben kívántak maradni.
Az AMORC székhelye volt New Yorkban, San Franciscóban és Tampában is mielőtt 1927-ben San Joséba költözött volna. Harvey Spencer Lewis 1939-ben elhunyt és végakarata szerint fia, Ralph Maxwell Lewis követte az imperátori tisztségben, aki előtte a Legfelsőbb Nagypáholy titkáraként szolgált. Ralph M. Lewis 1987-ben bekövetkezett halála után az AMORC Igazgatósága kinevezte az Angol Nyelvű Joghatóság korábbi nagymesterét, majd az AMORC Igazgatóságának alelnökét Gary L. Stewartot az imperátori hivatalba. Őt az alelnöki tisztségben Christian Bernard követte, aki korábban francia nagymester volt, majd 1990-ben az igazgatóság választotta meg imperatornak. 2019. augusztus 18-án az AMORC római világtalálkozóján beiktatták a Rend jelenlegi Imperatorát, Claudio Mazzucco-t, aki megtartja meglévő olasz nagymesteri tisztségét is.
A második világháború alatt az AMORC drámai növekedést ért el Amerikában, míg az európai tevékenységeket és szervezeteket gyakorlatilag újjá kellett szervezni a háború befejezése után. Az AMORC ebben a helyzetben anyagilag, emberi erőforrásokban és spirituálisan is segíteni tudta európai testvérszervezeteit, melynek nyomán a San José-i központi irányítás erősödött.

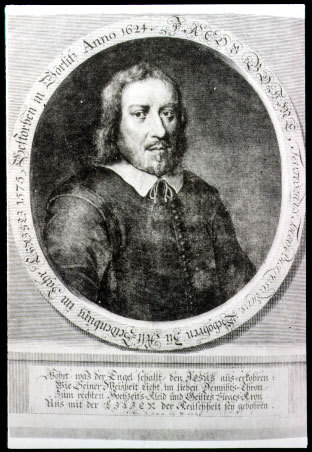
Jakob Böhme az AMORC szerint rózsakeresztes volt

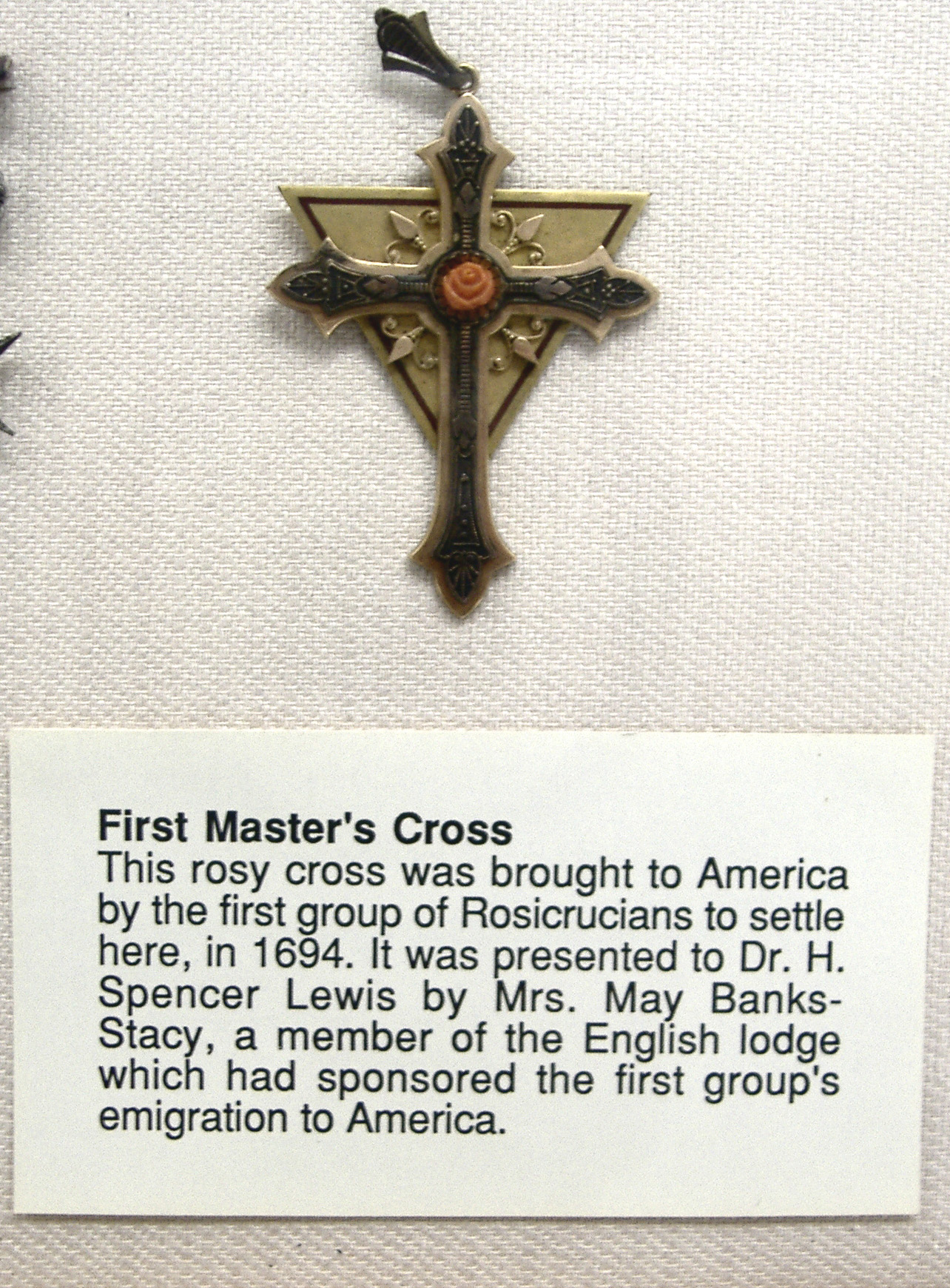
Egy rózsakeresztes mester keresztje az AMORC Rózsakeresztes Könyvtárában, San Joséban

### A 2000-es években
2009-ben H. Spencer Lewis toulouse-i beavatásának százéves évfordulója volt, mely mind a tagság létszámában, mint az online aktivitásban jelentős növekedést hozott. A rend azóta is igen aktív az online szociális térben, a Facebookon, a Twitteren például online vitacsoportok anyagai, online hang- és videóanyagok terjesztése (pl. Rosicrucian TV videócsatorna a YouTube-on) révén. A san joséi Rózsakeresztes Park is folyamatosan fejlődik, például mozgáskorlátozottak múzeumba való bejutása, mozgása terén, a planetárium vonatkozásában, és fenntartható őshonos növénykertek telepítése folytán.

### A rend öneredeztetése
Az AMORC az elfogadott történettudományi szemlélet és ellenőrizhető tényeket tartalmazó „kronológiai történetleírás” mellett „tradicionális történelemfelfogást” is alkalmaz, mely magában foglalja a szájhagyomány útján az eltelt évszázadok során ránk maradt mondákat és elbeszéléseket is. E tradicionális történet szerint az AMORC az egyiptomi misztériumiskoláktól eredezteti magát, melyeket III. Thotmesz és Hatsepszut i.e. 1500 körüli társuralkodása alatt létesítettek. Egyetlen rendbe egyesítették Egyiptom papságát Hatsepszut vezíre, Hapuszeneb vezetésével. Minden templomnak megvolt a hozzá kapcsolódó Per Ankhja (a.m. életháza), ahol a misztériumokat továbbadták, oktatták. A papság egyesítésével a Per Ankhok egyesítése is megtörtént. Ezek az iskolák az „élet misztériumai,” más szóval természeti jelenségek, illetve „beavatási szellemtudomány” tanulmányozására alakultak. Az AMORC állítása szerint a legmegbecsültebb tanítványaik között volt Ehnaton (IV. Amenhotep) fáraó és felesége, Nofertiti is.
Évszázadok alatt e misztériumiskolák tért hódítottak Görögországban, majd Rómában is. A középkor folyamán különböző nevek mögé rejtőztek. Az AMORC állítása szerint a rózsakeresztesség első említése már i.sz. 1115-ben megtörtént. A rózsakeresztesség a 17. század során nyilvánosságra hozott és elterjedt Fama Fraternitatis hatására került az európai érdeklődés középpontjába.
Az AMORC tudósainak állítása szerint a rózsakeresztesek első Amerikába érkezése a mai kaliforniai Carmel-by-the-Sea település területére az 1602-1603-as Sebastián Vizcaíno vezette expedíció során történt meg. Úgy tartják, hogy a következő Amerikába irányuló rózsakeresztes expedíció 1694 elején a Sarah Maria nevű hajón Johann Kelp nagymester vezetésével történt, akik aztán a mai Fairmount Park helyén, Philadelphiában kolóniát alapítottak, végül a Wissahickon folyó partján telepedtek le. „Ebben az eldugott völgyben, a patak mellett, évek óta háborítatlanul virágzottak az igazi rózsakeresztes filozófia misztériumai és titkos szertartásai, mígnem a dolgok állása meg nem változott az Amerikai függetlenségi háború miatt, továbbá olyan ún. »Vasárnap törvényt« hoztak, amely károsan diszkriminálta a szent irataik miatt a szombatot (Sabbath) megtartókat, így a későbbi generációk lassan beolvadtak más felekezetekbe.”

## Nyilvános tevékenységei

### Rendezvények
A Rózsakeresztes Rend, AMORC-nak számos, nem rendtagok számára is nyitott tevékenységei, rendezvényei vannak. Ilyenek például:
- Online előadások: 2006 ősze óta az Amerikai Angol Nyelvű Joghatóság, illetve a Nemzetközi Rózsakeresztes Egyetem online előadásokat is kínál különféle témákban, melyek többsége nyílt rendtagok és nem rendtagok számára is. Az előadások manapság a Facebookon zajlanak.
- Nyilvános előadások: Számos helyszínen tartanak ilyeneket, melyek listája az Amerikai Angol Nyelvű Joghatóság, illetve az AMORC nemzetközi weboldalain van kihirdetve.
- Békemeditáció: 2004-ben hirdette meg Christian Bernard imperátor a Rózsakeresztes Világbéke-konferencián a Rózsakeresztes Békemeditáció szertartást. Ez azóta minden év június negyedik vasárnapján kerül megrendezésre a nagypáholyokban és testületi szervekben.
- Megemlékezés (Piramis) Szertartás: Az éves megemlékezési szertartást a nagypáholyokban és a testületi szervekben tartják meg az Őszi nap-éj egyenlőséghez lehető legközelebbi időpontban.
- Segítség Köre Szertartás: Az imperator nemrégiben nyilvánossá tette ezt a szertartást, melyen azóta nem rendtagok is részt vehetnek. Ezeket általában a nagypáholyok szervezik és bonyolítják le világszerte.

### Világtalálkozók
Az AMORC gyakran szervez konferenciákat világszerte, melyeknek egyre több ülése, különféle témákat tárgyaló szakértői csoportja nyilvános. Négyévente világtalálkozókat is rendeznek. Az utóbbi 20 év világtalálkozói és fő témái (a teljesség igénye nélkül) sorrendben a következők:
- A 2001-es göteborgi világtalálkozón jelentette be Christian Bernard imperátor a „Positio Fraternitatis Rosæ Crucis” rózsakeresztes kiáltványt, melyben a szervezet az aktuális világhelyzettel kapcsolatos álláspontját teszi közzé.
- 2004-ben Rózsakeresztes Békekonferenciát tartottak San Joséban. 70 országból több, mint 2000 rózsakeresztes gyűlt össze az imperátorral és Julie Scott észak-amerikai nagymesterrel együtt. Az imperator felavatta a Rózsakeresztes Parkban – Az Ausztráliai, Új-Zélandi és Ázsiai Angol Nyelvű Nagypáholy nyugalmazott nagymestere, Peter Bindon tervei alapján – létesített Rózsakeresztes Béke Kertet.
- 2007-ben Berlinben tartottak világtalálkozót „A szeretet hidat képez” mottóval. A rituális összejöveteleken kívül az összes esemény nyilvános volt.
- A brazíliai Curitiba, a portugál nyelvű nagypáholy székhelye adott otthont a 2011 augusztusi világtalálkozónak „Szent és Ősi Hagyomány” címmel.
- 2015-ben az AMORC 100-éves fennállását ünneplő találkozó volt San Joséban.
- 2019. augusztus 14 és 18 között Rómában volt, melyen beiktatták a Rend új imperatorát, Claudio Mazzucco-t.
- A következő világtalálkozó 2023-ban a kanadai Montréalban lesz.

### Kiadványok
Az AMORC-nak több nyilvános kiadványa is rendszeresen megjelenik, így pl. a Rosicrucian Digest magazin, vagy időszaki kiadvány, mint a Rose+Croix Journal tudományos online folyóirat, továbbá könyvek metafizikát, misztikát és egyiptológiát érintő témakörökben. Említésre érdemes még, hogy az Egyesült Királyságban Rosicrucian Beacon címen létezik negyedévente megjelenő és online is elérhető nyilvános folyóirat, míg Magyarországon Rózsakeresztes Tükör címmel jelenik meg havi rendszerességgel online hírújság.

#### Rosicrucian Digest
A Rosicrucian Digest elődje American Rosae Crucis címen 1915-ben került először kiadásra, majd később The Triangle és The Mystic Triangle címen jelentek meg havonta nyilvános AMORC-kiadványok, melyek végül a ma is működő The Rosicrucian Digest címen állandósultak. Formátuma, gyakorisága mindig az adott időszak igényeihez, szükségleteihez igazodott. 2006 decemberétől, a Vol 84:2 számtól kezdődően a Digest átalakult egy évente kétszer – online és nyomtatásban is – megjelenő időszaki tematikus kiadvánnyá. Az első ilyen, 2006 decemberi szám Atlantisz témakörét járta körül, azóta pedig a teljesség igénye nélkül a következő témacsoportokról volt szó az egyes számokban: Ókori Egyiptom, Esszénusok, Delphoi, Püthagoreusok, Eleusziszi Misztériumok, Kabbala, Alkímia stb.

#### Rose+Croix Journal
A Rose+Croix Journal „egy nemzetközi, interdiszciplináris, transzdiszciplináris, szaklektorált online hírújság, mely tudományos, történelemtudományi, művészeti, misztikát és spiritualitást érintő témákkal foglalkozik, különösen tudományterületek közötti, illetve több tudományterületet átölelő kutatásokkal, melyek túlmutatnak a különféle tudományágak határterületein.” A folyóirat weboldala részletesen felsorolja a főbb forrásmunkákat is, így pl.: a Rózsakeresztes manifesztumok, a Secret Symbols of the Rosicrucians, és egyéb rózsakeresztes dokumentumok. Rendtagoktól és nem rendtagoktól is befogadnak témajavaslatokat, cikkeket.

#### Rózsakeresztes Tükör
Az AMORC Magyar Nyelvű Joghatóságának budapesti székhelyű Rákóczi Pronaosz csoportja 2008-ban felismerve, hogy a soron következő rendezvényekről, aktualitásokról szóló havi tagi körleveleken túl is igény mutatkozik rózsakeresztes tartalmakra, még ebben az évben havi rendszerességgel elindította a kizárólag online terjesztésű Rózsakeresztes Tükör kiadványt, mely rendtagok írásait, spirituális témájú verseket tartalmazta. 2013 végétől kezdődően jelentek meg a Rosicrucian Digest, a Rosicrucian Beacon, ritkábban a The Mystic Traingle és a Rosicrucian Heritage AMORC hírújságjaiból származó cikkek fordításai is. A hírújság 2016 márciusa óta elérhető a rend iránt érdeklődők számára is, tehát nyilvános.

### Multimediás és internetes megjelenés
Az AMORC tradíciója szerint H. Spencer Lewis toulouse-i rózsakeresztesektől kapta a felhatalmazást, az 1909-es beavatása alkalmával, hogy tegye elérhetővé és a modern ember számára is felfoghatóvá a Rózsakeresztes Tradíciót. Ennek szellemében H. Spencer Lewis, utána pedig Ralph M. Lewis munkájukhoz felhasználták a kor rendelkezésre álló összes technológiáját. Ennek egyik példája volt az a Rózsakeresztes Parkban épített rádióállomás, amely segítségével H. Spencer Lewis adásokat sugárzott a hivatalából. Az adás San Joséból 1928 február 15-én indult meg, a parkban felállított, két harminc méter magas adótorony segítségével. A tornyok elbontásra kerültek, miután az AMORC a helyi sugárzású KZSF rádióadón kezdett műsorokat sugározni.
A Rend ma már ennél modernebb médiákon keresztül kommunikál:
- Az AMORC minden joghatósága rendelkezik nyilvános weboldallal.[29]
- Az Amerikai Angol Nyelvű Joghatóság 2006-ban indította útnak nyilvános podcastjait[30] és 2009-ben kezdte meg a YouTubeon a Rosicrucian TV adásait sugározni.
- Az AMORC minden tagja számára nyitva áll egy saját közösségi háló a Rosicrucian Community.
- A Facebook gyorsan az AMORC legfőbb fórumává vált, a fő Facebook oldal 300 000 feletti kedveléssel rendelkezik. Létezik továbbá rajongói oldala a Rózsakeresztes Parknak, a Rózsakeresztes Egyiptomi Múzeumnak, a Nemzetközi Rózsakeresztes Egyetemnek, stb.[31]
- A Twitter-követői gyakran frissülő tweeteket kapnak a rendtől, a Rózsakeresztes Egyiptomi Múzeumtól és a Rózsakeresztes Kutatóközpont és Könyvtártól.

Nyugat-Európában a rózsakeresztesek jelenlétüket időnként kiáltványok (manifesztumok) útján tették ismertté. A szélesebb körben ismert korábbi három manifesztumot az AMORC 2001-ben egy újabb, egy negyedik kiáltvánnyal folytatta a svédországi AMORC Világtalálkozón. E manifesztum a Positio Fraternitatis Rosæ Crucis, mely modern korunk problémáira reflektál, megoldásokat ajánlva. Az ezt követő manifesztum a 2014-ben megjelent Appellatio Fraternitatis Rosæ Crucis, mely konkrét cselekvéseket fogalmaz meg a 2001-ben felvetett témákban. 2016-ban pedig egy mély misztikus témájú manifesztum jelent meg Christian Rosenkreutz új kémiai menyegzője 1616-2016 címmel.

### Egyéb tevékenységek
Az AMORC tagjaiból álló Nemzetközi Kutatótanács csoport számos szakterületen rendelkezik szakértelemmel, úgy mint: fizika, biológia, filozófia és zene. E csoport tagjai elkötelezettek abban, hogy szakértelmüket az emberiség javára és előrehaladása érdekében használják.
A Rózsakeresztes Egyiptomi Múzeum 2015-ben, a tavaszi nap-éj egyenlőség alkalmával egy teljesen új kiállítást nyitott meg spirituális és anyagi alkímia témában.
A Segítség Köre rózsakeresztesek olyan csoportja, amely mások helyett és érdekében végzi napi meditációit és irányítja spirituális erőit az egészség és harmónia előremozdításáért. Ez 24 órás metafizikai segítségnyújtást jelent a szükséget szenvedők számára, rendtagságtól függetlenül.

## Személynév-utótagok
A Frater Rosae Crucis, illetve a Soror Rosae Crucis címeket a 10. fokozatba beavatott rendtagoknak adományozza a rend. Ezeket a rendtagokat úgy tekintik, mint akik mesteri szintet értek el a társaság tanításainak megértésében. A cím viselője a neve után használhatja az F.R.C. vagy S.R.C. utótagot.

## Fordítás
- Ez a szócikk részben vagy egészben  az   Ancient Mystical Order Rosae Crucis című angol Wikipédia-szócikk fordításán alapul.  Az eredeti cikk szerkesztőit annak laptörténete sorolja fel. Ez a jelzés csupán a megfogalmazás eredetét és a szerzői jogokat jelzi, nem szolgál a cikkben szereplő információk forrásmegjelöléseként.